# Armia Czerwona (stan na 22 czerwca 1941)
Armia Czerwona. Stan na 22 czerwca 1941. 

Liczba żołnierzy oraz stan uzbrojenia Armii Czerwonej na 22 czerwca 1941 r.

## Wojska zachodnich okręgów wojskowych

### Front Północny(Leningradzki Okręg Wojskowy)
- Organizacja:

1. Dowództwa: 1 okręgu wojskowego (frontu), 3 armii, 3 korpusów strzeleckich, 2 korpusów zmechanizowanych, 1 korpus obrony przeciwlotniczej
2. Dywizje: 15 strzeleckich, 4 pancerne, 2 zmotoryzowane, 8 lotniczych
3. Brygady: 1 strzelecka, .
4. Pułki: 2 motocyklowe, 10 artylerii, 1 lotniczy, 2 inżynieryjne, 1 pontonowo–mostowy
5. Bataliony: 1 moździerzy, 3 artylerii przeciwlotniczej, 2 saperów, 1 zmotoryzowany inżynieryjny, 1 inżynieryjny
6. inne: 5 rejonów obrony przeciwlotniczej, 8 rejonów umocnionych, 4 lotnicze eskadry obserwacyjne.

- Stan liczebny:

1. Wojska: 355 243 według spisu + 49 227 na BUS (Wielkie Obozy Szkoleniowe) = 404 470
2. Uzbrojenie strzeleckie: 591 282 karabinów, 7 515 pistoletów maszynowych, 15 775 rkm i ckm, 150 wkm przeciwlotniczych.
3. Uzbrojenie artyleryjskie: 2 986 dział polowych, 3 687 moździerzy, 1 228 dział przeciwlotniczych
4. Czołgi: 6 ciężkich (6 sprawnych), 97 średnich (77 sprawnych), 1 608 lekkich (1 335 sprawnych), 146 specjalnych (125 sprawnych) = 1 857 (1 543 sprawne).
5. Samoloty: 394 bombowce (356 sprawnych), 902 myśliwce (828 sprawnych), 40 rozpoznawczych (32 sprawne), 6 pozostałych (6 sprawnych) = 1 342 (1 222 sprawne)
6. Transport: 28 759 samochodów (20 481 ciężarowych), 4 249 ciągników, 31 520 koni.

### Front północno-zachodni(Nadbałtycki Specjalny Okręg Wojskowy)
- Organizacja:

1. Dowództwa: 1 okręgu woj. (frontu), 3 armii, 7 korp. strzelec., 2 korp. zmech., 1 korp. pow. –des.
2. Dywizje: 19 strzelec., 4 panc., 2 zmot., 5 lotniczych
3. Brygady: 1 strzelec., 3 pow. – des., 2 art., 3 obrony PL, 3 rej. obrony PL, 6 rej. umocnionych.
4. Pułki: 2 motocykl., 11 art., 2 lot., 1 inżynier., 2 pont. – most.
5. Baony: 7 art. pl, 1 inżynier.

- Stan liczebny:

1. Wojska: 325 559 według spisu + 44 143 na BUS (Wielkie Obozy Szkoleniowe) = 369 702
2. Uzbrojenie strzelec.: 374 425 karab., 15 565 pistolet. masz., 14 919 rkm i ckm, 97 wkm pl.,
3. Uzbrojenie art.: 3 546 dział pol., 2 969 moździerzy, 504 dział pl.
4. Czołgi: 78 ciężkich (76 sprawnych), 107 średnich (74 sprawnych), 1344 lekkich (1111 sprawnych), 20 specjalnych (13 sprawnych) = 1549 (1274 sprawne).
5. Samoloty: 453 bombowce (408 sprawnych), 744 myśliwce (645 sprawnych), 5 szturm. (5 sprawnych), 60 rozpozn. (20 sprawne), 82 pozostałych (72 sprawnych) = 1344 (1150 sprawne)
6. Transport: 19111 samochodów (13525 ciężarowych), 2978 traktory, 38826 koni.

### Front zachodni(Zachodni Specjalny Okręg Wojskowy)
- Organizacja:

1. Dowództwa: 1 okręgu woj. (frontu), 4 armii, 8 korp. strzelec., 6 korp. zmech., 1 korp. kaw., 1 korp. pow. – des.
2. Dywizje: 24 strzelec., 12 panc., 6 zmot., 2 kaw., 8 lotniczych
3. Brygady: 3 pow. – des., 3 art., 2 obrony PL, 5 rej. obrony PL, 8 rej. umocnionych.
4. Pułki: 6 motocykl., 25 art., 3 lot., 3 inżynier., 2 pont. – most.
5. Baony: 1 moździerzy, 5 art. pl, 1 art., 1 inżynier.

- Stan liczebny:

1. Wojska: 599 450 według spisu + 71 715 na BUS (Wielkie Obozy Szkoleniowe) = 671 165
2. Uzbrojenie strzelec.: 773445 karab., 24237 pistolet. masz., 27574 rkm i ckm, 98 wkm pl.,
3. Uzbrojenie art.: 6437 dział pol., 6610 moździerzy, 1124 dział pl.
4. Czołgi: 97 ciężkich (97 sprawnych), 291 średnich (247 sprawnych), 2394 lekkich (1752 sprawnych), 118 specjalnych (96 sprawnych) = 2900 (2192 sprawne). + 158 nowych czołgów wyprodukowanych od 01.06.41 do 21.06.41.
5. Samoloty: 489 bombowce (441 sprawnych), 1043 myśliwce (906 sprawnych), 8 szturm. (8 sprawnych), 231 rozpozn. (184 sprawne), 41 pozostałych (38 sprawnych) = 1812 (1577 sprawne)
6. Transport: 35102 samochodów (24925 ciężarowych), 5706 traktory, 68648 koni.

### Front południowo-zachodni(Kijowski Specjalny Okręg Wojskowy)
- Organizacja:

1. Dowództwa: 1 okręgu woj. (frontu), 4 armii, 11 korp. strzelec., 8 korp. zmech., 1 korp. kaw., 1 korp. pow. – des.
2. Dywizje: 32 strzelec., 16 panc., 8 zmot., 2 kaw., 10 lotniczych, 2 obrony PL
3. Brygady: 3 pow. – des., 5 art., 1 obrony PL, 6 rej. obrony PL, 14 rej. umocnionych.
4. Pułki: 8 motocykl., 35 art., 2 lot., 3 inżynier., 4 pont. – most.
5. Baony: 8 art. pl, 4 art., 1 pociągów panc.

- Stan liczebny:

1. Wojska: 764941 według spisu + 142105 na BUS (Wielkie Obozy Szkoleniowe) = 907076
2. Uzbrojenie strzelec.: 1035420 karab., 15483 pistolet. masz., 35267 rkm i ckm, 174 wkm pl.,
3. Uzbrojenie art.: 7784 dział pol., 6972 moździerzy, 2221 dział pl.
4. Czołgi: 329 ciężkich (319 sprawnych), 711 średnich (666 sprawnych), 4168 lekkich (3560 sprawnych), 257 specjalnych (243 sprawnych) = 5465 (4788 sprawne). + 48 nowych czołgów wyprodukowanych w okresie od 01.06.41 do 21.06.41.
5. Samoloty: 466 bombowce (421 sprawnych), 1341 myśliwce (1174 sprawnych), 5 szturm. (5 sprawnych), 247 rozpozn. (159 sprawne), 0 pozostałych = 2059 (1759 sprawne)
6. Transport: 49030 samochodów (34779 ciężarowych), 8144 traktory, 74917 koni.

### 9 Armia(Odeski Okręg Wojskowy)
- Organizacja:

1. Dowództwa: 1 armii, 3 korp. strzelec., 2 korp. zmech., 1 korp. kaw.
2. Dywizje: 7 strzelec., 4 panc., 2 zmot., 2 kaw., 5 lotniczych.
3. Brygady: 1 rej. obrony PL, 5 rej. umocnionych.
4. Pułki: 2 motocykl., 6 art., 2 lot.
5. Baony: 2 art. pl, 1 art., 1 inżynier. zmot., 2 inżynier.

- Stan liczebny:

1. Wojska: 171570 według spisu + 3050 na BUS (Wielkie Obozy Szkoleniowe) = 174620
2. Uzbrojenie strzelec.: 149433 karab., 3293 pistolet. masz., 6381 rkm i ckm, 118 wkm pl.,
3. Uzbrojenie art.: 1640 dział pol., 1292 moździerzy, 124 dział pl.
4. Czołgi: 10 ciężkich (10 sprawnych), 50 średnich (50 sprawnych), 834 lekkich (633 sprawnych), 18 specjalnych (18 sprawnych) = 912 (711 sprawne).
5. Samoloty: 287 bombowce (245 sprawnych), 697 myśliwce (565 sprawnych), 0 szturm., 57 rozpozn. (28 sprawne), 30 pozostałych (26 sprawnych) = 1071 (864 sprawne)
6. Transport: 10041 samochodów (7821 ciężarowych), 1471 traktory, 31701 koni.

## Wojska Wsparcia

### Lotnictwo Naczelnego Dowództwa
- Organizacja:

1. Dowództwa: 4 korp. lot. (w zachodnich okręgach wojskowych), 1 korp. lot. (na Dalekim Wschodzie)
2. Dywizje: 11 lot. (w zachodnich okręgach wojskowych), 4 lot. (na Dalekim Wschodzie), 1 lot. (na granicach południowych – Zakaukazie, Azja Środkowa)

- Stan liczebny:

1. Wojska: wliczone w skład okręgów
2. Uzbrojenie strzelec.: wliczone w skład okręgów
3. Samoloty: w zachodnich okręgach - 1340 bombowce (1019 sprawnych), 6 ropozn. (2 sprawne) – 1346 (1021 sprawnych); na dalekim wschodzie – 551 bombowców (479 sprawnych), 152 myśliwce (146 sprawnych) – 703 (625 sprawnych); na południu – 262 bombowce (219 sprawnych)
4. Transport: wliczone w skład okręgów.

### Rezerwa Stawki
- Organizacja:

1. Dowództwa: 6 armii, 14 korp. strzelec., 5 korp. zmech.
2. Dywizje: 42 strzelec., 10 panc., 5 zmot.
3. Pułki: 5 motocykl., 17 art.
4. Baony: 1 art. pl, 2 saper., 1 inżynier. zmot., 1 pont. – most.

- Stan liczebny:

1. Wojska: = 618745 według spisu
2. Uzbrojenie strzelec.: 615212 karab., 3473 pistolet. masz., 29145 rkm i ckm, 75 wkm pl.,
3. Uzbrojenie art.: 6584 dział pol., 4923 moździerzy, 327 dział pl.
4. Czołgi: 0 ciężkich, 0 średnich, 3160 lekkich (2858 sprawnych), 0 specjalnych = 3160 (2858 sprawne).
5. Transport: 26094 samochodów (20232 ciężarowych), 2992 traktory, 78694 koni.

## Wewnętrzne okręgi wojskowe

### Odeski Okręg Wojskowy (wojska pozostałe po wydzieleniu sił dla 9 armii)
- Organizacja:

1. Dowództwa: 1 okręgu woj., 2 korp. strzelec., 1 korp. pow. – des.
2. Dywizje: 6 strzelec., 1 kaw.
3. Brygady: 3 pow. – des., 1 obrony PL, 2 rej. obrony PL, 1 rej. umocniony.
4. Pułki: 7 art., 1 inżynier., 1 pont. – most.
5. Baony: 2 art. pl.

- Stan liczebny:

1. Wojska: 113577 według spisu + 51094 na BUS (Wielkie Obozy Szkoleniowe) = 164671
2. Uzbrojenie strzelec.: 301104 karab., 1831 pistolet. masz., rkm i ckm (????), 0 wkm pl.,
3. Uzbrojenie art.: 1169 dział pol., 2068 moździerzy, 305 dział pl.
4. Czołgi: ?. na 01.06.41 - 1011 (743 sprawne) - do 22.06.41 przekazano 9 armii: 912 (711 sprawne).
5. Transport: ?.

### Archangielski Okręg Wojskowy
- Organizacja:

1. Dowództwa: 1 okręgu woj.
2. Dywizje: 2 strzelec.
3. Brygady: 1 lotnicza, 1 rej. obrony PL,
4. Pułki: 1 art.

- Stan liczebny:

1. Wojska: 29122 według spisu + 6393 na BUS (Wielkie Obozy Szkoleniowe) = 35515
2. Uzbrojenie strzelec.: 75820 karab., 515 pistolet. masz., rkm i ckm (?), 4 wkm pl.,
3. Uzbrojenie art.: 470 dział pol., 567 moździerzy, 20 dział pl.
4. Czołgi: ?. – na 01.06.41 – 26 (25 sprawnych).
5. Samoloty: 46 bombowce (45 sprawnych), 65 myśliwce (55 sprawnych), 0 szturm., 0 rozpozn., 0 pozostałych (26 sprawnych) = 111 (100 sprawne)
6. Transport: ?.

### Orłowski Okręg Wojskowy
- Organizacja:

1. Dowództwa: 1 okręgu woj., 2 korp. strzelec., 1 korp. zmech.
2. Dywizje: 7 strzelec., 2 panc., 1 zmot., 3 lotnicze.
3. Brygady: 1 lotnicza, 1 rej. obrony PL,
4. Pułki: 1 motocykl., 6 art., 1 art. pl.
5. Baony: 2 art. pl., 1 pociągów panc.

- Stan liczebny:

1. Wojska: 123636 według spisu + 59277 na BUS (Wielkie Obozy Szkoleniowe) – 1891 do Rezerwy Stawki = 181022
2. Uzbrojenie strzelec.: 231497 karab., 279 pistolet. masz., rkm i ckm (?), 25 wkm pl.,
3. Uzbrojenie art.: 1297 dział pol., 1689 moździerzy, 44 dział pl.
4. Czołgi: ?. na 01.06.41 – 321 (199 sprawnych)
5. Samoloty: 227 bombowce (187 sprawnych), 26 myśliwce (24 sprawnych), 0 szturm., 9 rozpozn. (9 sprawne), 13 pozostałych (11 sprawnych) = 275 (231 sprawne)
6. Transport: ?.

### Charkowski Okręg Wojskowy
- Organizacja:

1. Dowództwa: 1 okręgu woj., 1 korp. pow. – des.
2. Dywizje: 1 strzelec., 3 lotnicze.
3. Brygady: 3 pow. – des., 2 rej. obrony PL,
4. Pułki: 3 art.

- Stan liczebny:

1. Wojska: 159196 według spisu + 72949 na BUS (Wielkie Obozy Szkoleniowe) – 27436 do Rezerwy Stawki = 204709
2. Uzbrojenie strzelec.: 263346 karab., 85 pistolet. masz., rkm i ckm (?), 4 wkm pl.
3. Uzbrojenie art.: 1377 dział pol., 1329 moździerzy, 40 dział pl.
4. Czołgi: ?. na 01.06.41 – 305 (220 sprawnych). Uwaga ! do 22.06.41 do Rezerwy Stawki przekazano 25 Korp. Zmech.
5. Samoloty: 41 bombowce (35 sprawnych), 31 myśliwce (30 sprawnych), 39 szturm.(39 sprawnych), 190 rozpozn. (155 sprawne), 9 pozostałych (8 sprawnych) = 310 (267 sprawne)
6. Transport: ?.

### Moskiewski Okręg Wojskowy
- Organizacja:

1. Dowództwa: 1 okręgu woj., 1 korp. strzelec., 1 korp. obrony PL.
2. Dywizje: 2 strzelec., 5 lotniczych.
3. Brygady: 4 rej. obrony PL,
4. Pułki: 6 art., 1 inżynier.
5. Baony: 1 panc., 4 art., 1 inżynier.

- Stan liczebny:

1. Wojska: 256275 według spisu + 82213 na BUS (Wielkie Obozy Szkoleniowe) – 139024 do Rezerwy Stawki = 199464
2. Uzbrojenie strzelec.: 317683 karab., 292 pistolet. masz., rkm i ckm (?), 48 wkm pl.,
3. Uzbrojenie art.: 887 dział pol., 1458 moździerzy, 724 dział pl.
4. Czołgi: ?. na 01.06.41 – 1173 (949 sprawnych). Uwaga! - do 22.06.41 do Rezerwy Stawki przekazano 7 i 21 K. Zmech.
5. Samoloty: 322 bombowce (286 sprawnych), 592 myśliwce (515 sprawnych), 0 szturm., 35 rozpozn. (26 sprawne), 25 pozostałych (20 sprawnych) = 974 (847 sprawne)
6. Transport: ?.

### Północnokaukaski Okręg Wojskowy
- Organizacja:

1. Dowództwa: 1 okręgu woj., 1 korp. strzelec.
2. Dywizje: 4 strzelec., 2 lotnicze.
3. Brygady: 1 rej. obrony PL,
4. Pułki: 5 art.
5. Baony: 1 moździerzy, 1 pociągów panc.

- Stan liczebny:

1. Wojska: 158472 według spisu + 54360 na BUS (Wielkie Obozy Szkoleniowe) – 108915 do Rezerwy Stawki = 103917
2. Uzbrojenie strzelec.: 250565 karab., 181 pistolet. masz., rkm i ckm (?), 53 wkm pl.,
3. Uzbrojenie art.: 1217 dział pol., 2571 moździerzy, 97 dział pl.
4. Czołgi: ?. na 01.06.41 – 157 (133 sprawne). Uwaga!- do 22.06.41 do Rezerwy Stawki przekazano 26 K. Zmech.
5. Samoloty: 18 bombowce (17 sprawnych), 55 myśliwce (53 sprawnych), 0 szturm., 10 rozpozn. (7 sprawne), 4 pozostałych (4 sprawnych) = 87 (81 sprawne)
6. Transport: ?.

### Nadwołżański Okręg Wojskowy
- Organizacja:

1. Dowództwa: 1 okręgu woj.
2. Dywizje: 1 lotnicza.
3. Pułki: 2 art.

- Stan liczebny:

1. Wojska: 106676 według spisu + 54519 na BUS (Wielkie Obozy Szkoleniowe) – 117195 do Rezerwy Stawki = 44000
2. Uzbrojenie strzelec.: 148832 karab., 133 pistolet. masz., rkm i ckm (?), 25 wkm pl.,
3. Uzbrojenie art.: 915 dział pol., 693 moździerzy, 20 dział pl.
4. Czołgi: ?. na 01.06.41 – 443 (335 sprawne). Uwaga! - w okręgu nie stacjonowały korpusy zmechanizowane.
5. Samoloty: 7 bombowce (3 sprawnych), 3 myśliwce (2 sprawnych), 0 szturm., 39 rozpozn. (33 sprawne), 0 pozostałych = 49 (38 sprawne)
6. Transport: ?.

### Uralski Okręg Wojskowy
- Organizacja:

1. Dowództwa: 1 okręgu woj.
2. Pułki: 1 strzelec., 1 inżynier.

- Stan liczebny:

1. Wojska: 54379 według spisu + 47184 na BUS (Wielkie Obozy Szkoleniowe) – 83162 do Rezerwy Stawki = 18401
2. Uzbrojenie strzelec.: 61937 karab., 37 pistolet. masz., rkm i ckm (?), 8 wkm pl.,
3. Uzbrojenie art.: 519 dział pol., 658 moździerzy, 0 dział pl.
4. Czołgi: ?. na 01.06.41 – 53 (48 sprawne).
5. Samoloty: 0 bombowce, 0 myśliwce, 0 szturm., 0 rozpozn., 0 pozostałych = 0
6. Transport: ?.

### Syberyjski Okręg Wojskowy
- Organizacja:

1. Dowództwa: 1 okręgu woj.
2. Pułki: 2 art., 1 lot., 1 inżynier.
3. Baony: 1 moździerzy.

- Stan liczebny:

1. Wojska: 66867 według spisu + 51844 na BUS (Wielkie Obozy Szkoleniowe) – 86433 do Rezerwy Stawki = 32278
2. Uzbrojenie strzelec.: 160995 karab., 246 pistolet. masz., rkm i ckm (?), 10 wkm pl.,
3. Uzbrojenie art.: 732 dział pol., 926 moździerzy, 57 dział pl.
4. Czołgi: ?. na 01.06.41 – 216 (189 sprawne). Uwaga! W okręgu nie stacjonowały korpusy zmechanizowane.
5. Samoloty: 74 bombowce (66 sprawnych), 3 myśliwce (2 sprawnych), 0 szturm., 24 rozpozn. (24 sprawne), 0 pozostałych = 101 (92 sprawne)
6. Transport: ?.

### Jednostki podporządkowane Ludowemu Komisariatowi Obrony
- Organizacja:

1. Dowództwa: 0
2. Dywizje: 0
3. Brygady: 0
4. Pułki: 0
5. Baony: 0

- Stan liczebny:

1. Wojska: 18146 według spisu + 0 na BUS (Wielkie Obozy Szkoleniowe) – 0 do Rezerwy Stawki = 18146
2. Uzbrojenie strzelec.: 523773 karab., 3543 pistolet. masz., rkm i ckm (?), 50 wkm pl.,
3. Uzbrojenie art.: 1239 dział pol., 4730 moździerzy, 0 dział pl.
4. Czołgi: ? w bazach remontowych i składach LKO na 01.06.41 – 693 (1 sprawny) + 99 czołgów w produkcji na 21.06.41.
5. Samoloty: 88 bombowce (88 sprawnych), 216 myśliwce (216 sprawnych), 0 szturm., 151 rozpozn. (151 sprawne), 4960 pozostałych (4320 sprawnych) = 5415 (4775 sprawne); [ w skład „pozostałych” wliczono maszyny szkolne- 4574 (3934 sprawne)]
6. Transport: ?

### Okręgi wewnętrzne łącznie
- Organizacja:

1. Dowództwa: 9 okręgów woj., 6 korp. strzelec., 1 korp. zmech., 2 korp. pow. – des., 1 obrony PL.
2. Dywizje: 22 strzelec., 2 panc., 1 zmot., 1 kaw., 14 lotniczych.
3. Brygady: 3 pow. – des., 5 art., 1 obrony PL, 6 rej. obrony PL, 14 rej. umocnionych.
4. Pułki: 8 motocykl., 35 art., 2 lot., 3 inżynier., 4 pont. – most.
5. Baony: 8 art. pl, 4 art., 1 pociągów panc.

- Stan liczebny:

1. Wojska: 1086346 według spisu + 479833 na BUS (Wielkie Obozy Szkoleniowe) – 564056 do Rezerwy Stawki = 1002123
2. Uzbrojenie strzelec.: 2335552 karab., 7142 pistolet. masz., 54869 rkm i ckm, 227 wkm pl.,
3. Uzbrojenie art.: 9822 dział pol., 16689 moździerzy, 1307 dział pl.
4. Czołgi: 43 ciężkich (41 sprawnych),117 średnich (69 sprawnych), 911 lekkich (32 sprawnych), 314 specjalnych (200 sprawnych) = 1385 (342 sprawne). Na 01.06.41 – 4398 (2852 sprawne).
5. Samoloty: 823 bombowce (727 sprawnych), 991 myśliwce (897 sprawnych), 39 szturm. (39 sprawnych), 458 rozpozn. (405 sprawne), 5011 pozostałych (4363 sprawnych) = 7322 (6431 sprawne); [ w skład pozostałych wliczono maszyny szkolne- 4574 (3934 sprawne)]
6. Transport: 27604 samochodów (17429 ciężarowych), 4164 traktory, 16949 koni.

## Południowe okręgi wojskowe

### Zakaukaski Okręg Wojskowy
- Organizacja:

1. Dowództwa: 1 okręgu woj., 3 korp. strzelec., 1 korp. zmech., 1 obrony PL.
2. Dywizje: 10 strzelec., 2 panc., 1 zmot., 2 kaw., 4 lotnicze.
3. Brygady: 1 obrony PL., 1 rej. obrony PL, 2 rej. umocnione.
4. Pułki: 1 motocykl., 9 art., 1 art. pl., 2 lot., 1 inżynier.
5. Baony: 6 art. pl., 1 pociągów panc., 2 eskadry lot. obserw.

- Stan liczebny:

1. Wojska: 230729 według spisu + 15191 na BUS (Wielkie Obozy Szkoleniowe) = 245920
2. Uzbrojenie strzelec.: 326161 karab., 1910 pistolet. masz., 9493 rkm i ckm, 91 wkm pl.,
3. Uzbrojenie art.: 1821 dział pol., 2321 moździerzy, 875 dział pl.
4. Czołgi: 0 ciężkich, 0 średnich, 746 lekkich (605 sprawnych), 131 specjalnych (112 sprawnych) = 877 (717 sprawne).
5. Samoloty: 150 bombowce (136 sprawnych), 816 myśliwce (614 sprawnych), 0 szturm., 13 rozpozn. (13 sprawne), 0 pozostałych = 979 (762 sprawne)
6. Transport: 15285 samochodów (10820 ciężarowych), 2230 traktory, 37434 koni.

### Środkowoazjatycki Okręg Wojskowy
- Organizacja:

1. Dowództwa: 1 okręgu woj., 1 korp. strzelec., 1 korp. zmech., 1 korp. kaw.
2. Dywizje: 4 strzelec., 2 panc., 1 zmot., 3 kaw.
3. Brygady: 1 lot.
4. Pułki: 1 motocykl., 2 art., 1 inżynier.
5. Baony: 1 moździerzy, 3 art. pl.

- Stan liczebny:

1. Wojska: 100945 według spisu + 0 na BUS (Wielkie Obozy Szkoleniowe) = 100945
2. Uzbrojenie strzelec.: 177282 karab., 1635 pistolet. masz., 4667 rkm i ckm, 49 wkm pl.,
3. Uzbrojenie art.: 1136 dział pol., 1327 moździerzy, 76 dział pl.
4. Czołgi: 0 ciężkich, 0 średnich, 359 lekkich (286 sprawnych), 4 specjalnych (2 sprawnych) = 363 (288 sprawne).
5. Samoloty: 110 bombowce (97 sprawnych), 258 myśliwce (226 sprawnych), 0 szturm., 13 rozpozn. (13 sprawne), 9 pozostałych (9 sprawnych) = 390 (345 sprawne)
6. Transport: 3835 samochodów (2705 ciężarowych), 453 traktory, 25197 koni.

## Daleki Wschód

### Zabajkalski Okręg Wojskowy
- Organizacja:

1. Dowództwa: 1 okręgu woj., 1 armii, 1 korp. strzelec.
2. Dywizje: 6 strzelec., 2 panc., 1 zmot., 2 lotnicze.
3. Brygady: 1 zmot., 1 lot., 3 rej. obrony PL, 1 rej. umocniony.
4. Pułki: 4 art., 4 lot., 1 inżynier., 1 pont. – most.
5. Baony: 1 moździerzy, 1 art. pl., 1 saper., 1 pont. – most.

- Stan liczebny:

1. Wojska: 219112 według spisu + 0 na BUS (Wielkie Obozy Szkoleniowe) – 54689 do Rezerwy Stawki = 164423
2. Uzbrojenie strzelec.: 302654 karab., 1762 pistolet. masz., 10049 rkm i ckm, 103 wkm pl.,
3. Uzbrojenie art.: 2063 dział pol., 1815 moździerzy, 315 dział pl.
4. Czołgi: 0 ciężkich, 0 średnich, 1334 lekkich (928 sprawnych), 103 specjalnych (87 sprawnych) = 1437 (1015 sprawne).
5. Samoloty: 380 bombowce (324 sprawnych), 670 myśliwce (580 sprawnych), 0 szturm., 0 rozpozn., 21 pozostałych (20 sprawnych) = 1071 (924 sprawne)
6. Transport: 28644 samochodów (20213 ciężarowych), 2443 traktory, 10011 koni.

### Front Dalekowschodni
- Organizacja:

1. Dowództwa: 1 frontu, 4 armii, 5 korp. strzelec., 1 korp. zmech.
2. Dywizje: 17 strzelec., 3 panc., 2 zmot., 1 kaw., 7 lotniczych.
3. Brygady: 3 strzelec., 1 pow. – des., 1 lot., 1 obrony PL, 5 rej. obrony PL, 12 rej. umocnionych
4. Pułki: 1 motocykl., 18 art., 4 lot., 2 inżynier., 5 pont. – most.
5. Baony: 1 art., 1 moździerzy, 5 art. pl., 4 pociągów panc., 3 saper., 1 inżynier., 3 eskadry lot. obserw.

- Stan liczebny:

1. Wojska: 431581 według spisu + 0 na BUS (Wielkie Obozy Szkoleniowe) = 431581
2. Uzbrojenie strzelec.: 674178 karab., 11502 pistolet. masz., 27445 rkm i ckm, 696 wkm pl.,
3. Uzbrojenie art.: 4828 dział pol., 4462 moździerzy, 579 dział pl.
4. Czołgi: 0 ciężkich, 0 średnich, 3006 lekkich (2782 sprawnych), 195 specjalnych (181 sprawnych) = 3201 (2963 sprawne).
5. Samoloty: 626 bombowce (579 sprawnych), 1239 myśliwce (1107 sprawnych), 0 szturm., 75 rozpozn. (54 sprawne), 10 pozostałych (10 sprawnych) = 1950 (1750 sprawne)
6. Transport: 28685 samochodów (20288 ciężarowych), 8101 traktory, 83596 koni.

## Zestawienia zbiorcze

### Wojska Lądowe
- Organizacja:

1. Dowództwa: 1 frontu, 4 okręgów woj. (frontów), 12 okręgów woj., 26 armii, 62 korp. strzelec., 29 korp. zmech., 4 korp. kaw., 5 korp. pow. – des., 3 korp. obrony PL.
2. Dywizje: 198 strzelec., 61 panc., 31 zmot., 13 kaw., 2 obrony PL.
3. Brygady: 5 strzelec., 16 pow. – des., 1 zmot., 10 art., 9 obrony PL, 40 rej. obrony PL, 57 rej. umocnionych.
4. Pułki: 1 strzelec., 29 motocykl., 169 art., 2 art.pl., 18 inżynier., 16 pont. – most.
5. Baony: 1 panc., 10 art., 7 moździerzy, 45 art. pl., 8 pociągów panc., 8 saper., 3 inżynier. zmot., 7 inżynier., 2 pont. – most.

- Stan liczebny:

1. Wojska: 3835879 według spisu + 769442 na BUS (Wielkie Obozy Szkoleniowe) = 4605321
2. Uzbrojenie strzelec.: 7354999 karab., 89517 pistolet. masz., 235584 rkm i ckm, 1878 wkm pl.
3. Uzbrojenie art.: 48647 dział pol., 53117 moździerzy, 8680 dział pl.
4. Czołgi: 563 ciężkich (549 sprawnych), 1373 średnich (1183 sprawnych), 19864 lekkich (15882 sprawnych), 1306 specjalnych (1077 sprawnych) = 23106 (18691 sprawne) + 206 nowych wyprodukowanych od 01.06.41 do 21.06.41. + 99 w produkcji na 21.06.41.
5. Transport: 272190 samochodów (193218 ciężarowych), 42931 traktory, 498493 koni.

### Lotnictwo
- Organizacja:

1. Dowództwa: 5 korp. lotniczych
2. Dywizje: 79 lotniczych.
3. Brygady: 5 lot.
4. Pułki: 21 lot.
5. Baony: 9 eskadr lot. obserw.

- Stan liczebny:

1. Wojska: 439834 według spisu + 35822 na BUS (Wielkie Obozy Szkoleniowe) = 475656
2. Uzbrojenie strzelec.: wliczone do składu wojsk lądowych.
3. Samoloty: 6243 bombowce (5363 sprawnych), 8637 myśliwce (7472 sprawnych), 57 szturm. (57 sprawnych), 1049 rozpozn. (758 sprawne), 4824 pozostałych (4158 sprawnych) = 20810 (17808 sprawne), 12313 przeszkolonych załóg i pilotów.
4. Transport: wliczone do składu wojsk lądowych